# 世回尧街道
世回尧街道，是中华人民共和国山東省烟台市芝罘区下辖的一个乡镇级行政单位。

## 行政区划
世回尧街道下辖以下地区：
惠安社区、南尧社区、上尧社区、联华社区、华新社区、鲁峰社区、大东社区、世秀社区、世学路社区和世联社区。